# Kostel Navštívení Panny Marie (Zašová)
Kostel Navštívení Panny Marie je barokní stavba postavená v letech 1714–1725. Nachází se ve středu obce Zašová a je součástí bývalého kláštera trinitářů. Byl zapsán do seznamu kulturních památek ČR před rokem 1988. Farní kostel patří Římskokatolické farnosti Zašová, děkanát Valašské Meziříčí, arcidiecéze olomoucká. Součástí kulturní památky kostel s areálem je dvoupatrová budova kláštera a kamenná sousoší svatého Jana Nepomuckého a krucifix.

## Historie
První písemná zmínka o Zašové je z roku 1370. V době husitských válek zanikla fara ze 14. století. K obnovení farnosti došlo až v roce 1580 jako protestantské. Od roku 1628 byla dána v rámci rekatolizace katolíkům a fara zrušena. V Zašové stál dřevěný kostelík zasvěcený svaté Anně obklopený hřbitovem. V interiéru byly dva oltáře. Na hlavním oltáři měl být umístěn milostný obraz Panny Marie Zašovské. K obrazu jsou první písemné zmínky z roku 1672 spojené s popsanými votivními dary a poutí. Nárůstu poutníků k zázračnému obrazu nestačila kapacita kostela a také nepřítomnost duchovních.
Vedle dřevěného kostela byl v roce 1714 postaven nový zděný kostel, který nechal postavit Karel Jindřich ze Žerotína, majitel Zašové. Základní kámen byl položen 14. srpna 1714. Architekt je neznámý, stavbu provedl stavitel Jiří Kocourek z Kroměříže, vrchní dozor prováděl arendátor panství meziříčského Václav Rozenzweig. Dne 27. února 1716 Karel Jindřich ze Žerotína zemřel. Kostel byl dokončen v roce 1725 za Františka Ludvíka, hraběte ze Žerotína a dědice Zašové. Dne 15. července 1725 byl kostel zasvěcen olomouckým kanovníkem Janem Matějem z Thurnu a Valssassina. Při této příležitosti byl milostný obraz Panny Marie Zašovské přenesen z dřevěného kostela svaté Anny do nového. Před konsekrací v roce 1742 byl kostel opraven. Dne 29. července 1742 byl konsekrován olomouckým biskupem Jakubem Arnoštem z Lichtenštena. V roce 1768 byly postaveny dvě nové věže a v roce 1773 zavěšeny nové zvony.
Zabezpečení duchovní správy měli vykonávat povolaní řeholníci Řádu trinitářů. V roce 1722 byla vyhotovena zakládací listina Františkem Ludvíkem hrabětem ze Žerotína, v roce 1724 stavbu kláštera povolil císař Karel VI. Dne 4. října 1725 byl položen základní kámen kláštera trinitářů. Klášter byl zrušen císařem Josefem II. v roce 1783. Část kláštera tvořila fara, zbytek byl prodán do soukromých rukou. V roce 1800 získala část obec Zašová, která tam umístila školu, od roku 1901 byl v klášteře sirotčinec. První farář nastoupil v roce 1785. Opravy kostela probíhaly v letech 1850–1854. V roce 1871 kostel a fara vyhořely. Opravy kostela se protáhly až do roku 1892. V roce 1892 byly opraveny věže v průčelí kostela a sanktusník. Další oprava byla zahájena v roce 1912, ta byla přerušena první světovou válkou. V roce 1929 byl opravován hlavní oltář, v roce 1930 byla zaveden elektrický proud. Ve čtyřicátých letech byl vymalován interiér kostela a podle návrhu architekta Čestmíra Šlapety z Olomouce byl postaven nový oltář. V roce 1984 byla opravena fasáda kostela, opraveny střechy a v roce 1985 upraveno okolí a postaveno schodiště k bočnímu vstupu. V roce 2009 byl kostel zasažen povodní. V roce 2015 byla zahájena generální oprava kostela. Při restaurátorském průzkumu byly objeveny konsekrační kříže z období svěcení v roce 1742.

## Stavební podoba

### Exteriér
Kostel je orientovaná jednolodní zděná omítaná stavba s odsazeným pětibokým kněžištěm se dvěma bočními emporami s balustrádou a dvěma věžemi v průčelí. Obdélný půdorys o rozměrech 36 × 17 m a výšce klenby 16 m. K pravé straně je lodi je přistavena předsíň, z levé strany přiléhá budova kláštera a fara. Boční fasáda lodi je členěná lizénami v jejíchž jednotlivých polích jsou obdélná okna s půlkruhovým zakončením v šambráně s klenákem. Průčelí je členěno pilastry a bohatě profilovanou korunní římsou. V ose průčelí je pískovcový portál, na soklech jsou polopilíře s kompozitní hlavicí. V rozeklaném segmentovém frontonu s koulemi po bocích je erb Žerotínů. Nad portálem je vysoké okno s půlkulatým záklenkem v šambráně. V trojúhelníkovém štítu mezi věžemi ve výklenku je pískovcová socha svatého Michala, štít je ukončen křížem. Výklenek je v šambráně s uchy a ve vrcholu je zdoben mušlí. Věže jsou zakončeny cibulovitou střechou s lucernami. Ve stěnách věže (průčelí) jsou výklenky ve kterých jsou umístěny sochy svatého Jana z Mathy, a svatého Felixe z Valois, zakladatelů řádu. Okna ve věžích jsou obdélná s valeným záklenkem, v šambránách s uchy a parapetní výplní. Pod nimi jsou malá oválná okénka.

### Interiér

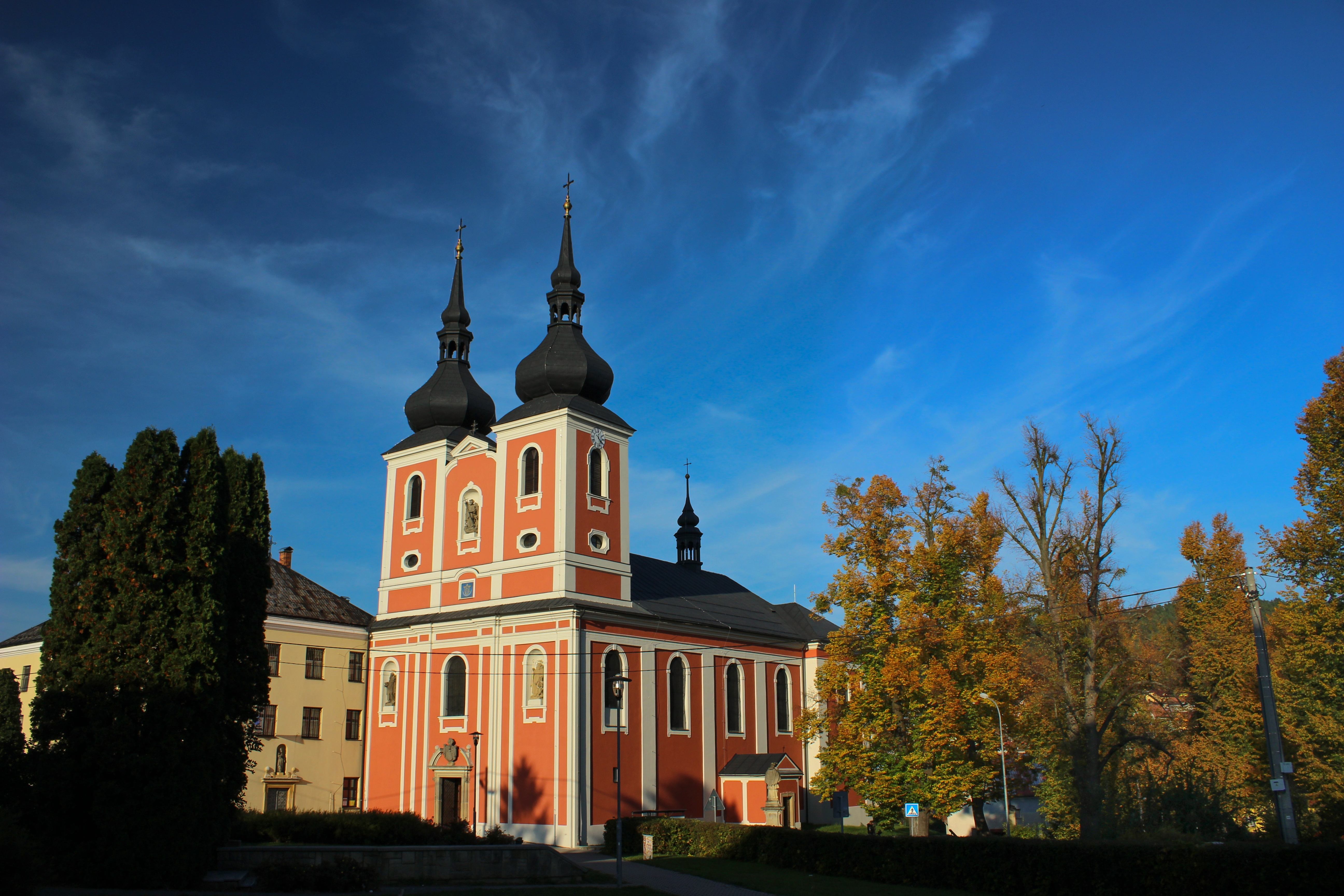
Kostel Navštívení Panny Marie v Zašové

Loď je zaklenuta třemi valenými klenbami na pasech s lunetami. Pasy nasedají na svasčité pilastry s profilovanými římskými hlavicemi. Kněžiště má přistavenou sakristii se zazděnou klášterní oratoří v patře. Sakristie má valenou klenbu. Kruchta je vsazena do dvou pilířů, je otevřena do lodi třemi oblouky (střední je větší, jsou v ní píšťaly varhan). Dřevěná poprseň kruchty před stavební úpravou v roce 1991 byla barokně zprohýbaná. Po úpravě pilíře procházejí kruchtou a její poprseň v oblouku předstupuje před ně. V roce 1743 byly pořízeny nové varhany, které byly nahrazeny v roce 1905 novými pneumatickými od firmy Mölzer z Kutné Hory, zakoupené farářem Janem Jandáskem. V roce 1991 byl upraven hudební kůr a posvěceny nové varhany od firmy Rieger-Kloss z Krnova, které mají 1772 píšťal.
V kněžišti je barokní hlavní oltář z roku 1823 s milostným obrazem Panny Marie Zašovské. Na podstavci menzy mezi adorujícími anděly je tabernákl se sloupy s volutovými hlavicemi a květinovým motivem na jejich podstavcích. Na čelní straně tabernáklu jsou otáčivé skříňky pro ciborium a monstranci. Nad tabernáklem je pod baldachýnem umístěn milostný obraz Panny Marie Zašovské.
Nad hlavním oltářem nad kartuší s kolorovaným erbem hrabat ze Žerotína je zavěšen obraz Nejsvětější Trojice s řádovými světci z roku 1742. Po bocích obrazu na římsách pilastrů jsou sochy barokních andělů.
Kněžiště a loď dělí vítězný oblouk u jehož paty na epištolní straně je rokoková křtitelnice upravená jako oltář s obrazem Kristovy tváře pod ním obraz Křest Krista a Svatý Salvátor. Obraz Křest Krista je dílem olomouckého malíře Josefa Františka Pilze z padesátých let 18. století. V horní části oltáře je barokní portrét Ježíše Krista.
Na evangelijní straně vítězného oblouku je barokní dřevěná kazatelna k níž vedou kryté schody ze sakristie. Na čtyřech volutách spočívá řečniště jehož poprseň zdobí sochy čtyř evangelistů Marka, Matouše, Lukáše a Jana. Nad řečništěm je bohatě zdobený baldachýn s anděly a obrazem Nejsvětější Trojice. Kazatelna je zmiňována v písemných pramenech už v roce 1783, předpokládá se, že podle výzdoby může pocházet z třicátých let 18. století.

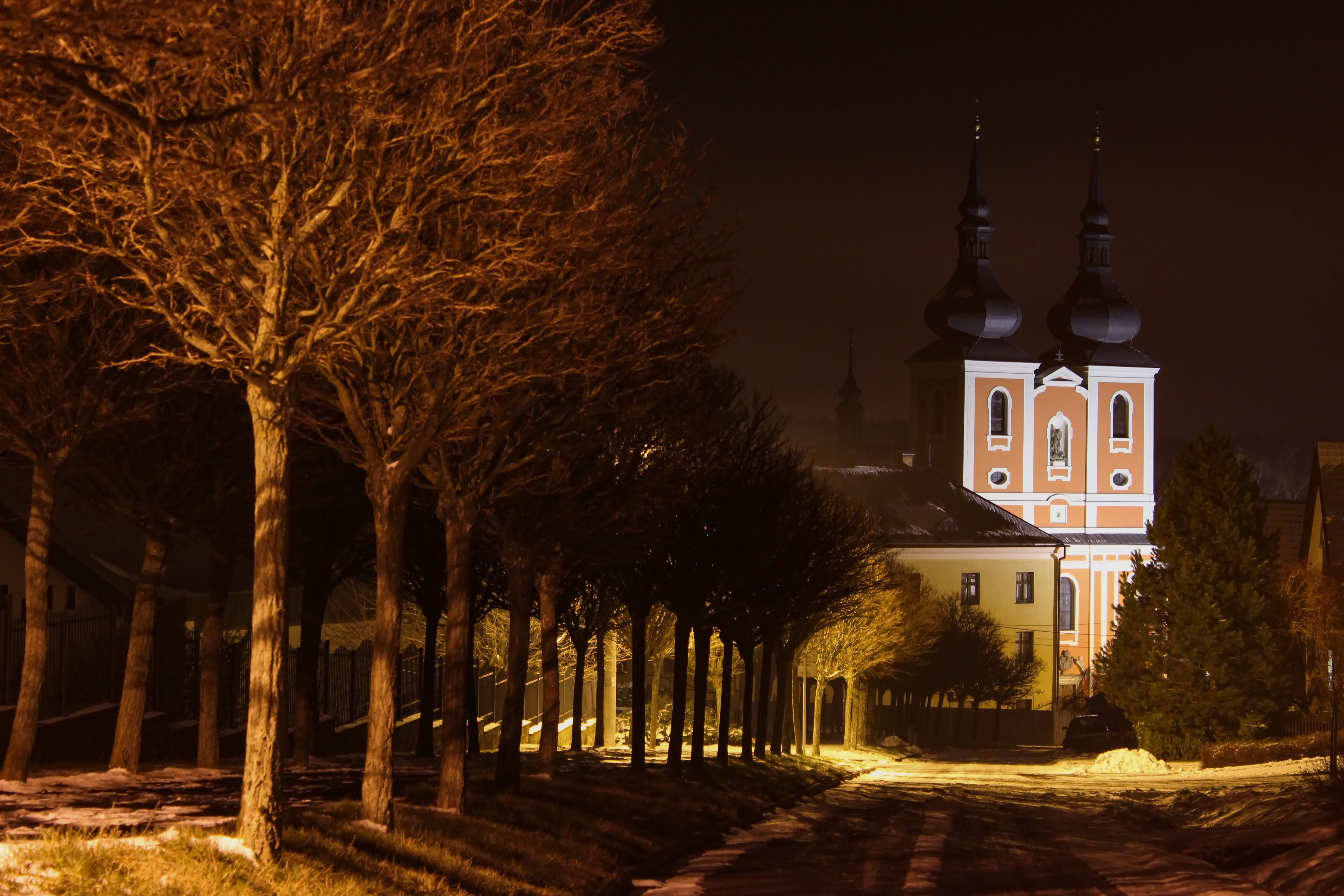
Kostel Navštívení Panny Marie

Na epištolní straně je boční barokní celodřevěný oltář svaté Otýlie. Před oltářem jsou dva stupně. Na kamennou kvádrovou mensu je posazeno dvoukřídlé retabulum se sloupy, pilastry a kladí. Oltářní obraz svaté Otýlie je vsazen doprostřed retabula. Na mense je jehlancový relikviář se svatými ostatky. Protějškem je na evangelijní straně boční barokní oltář Všech svatých s obdobnou architekturou a zdobením. Rozdílem je námět oltářního obrazu a relikviář.
Na epištolní straně je boční oltář svatého Jana Nepomuckého z roku 1887, nahradil starší z roku 1734 od fundátora Františka Geisteigera z Gasthoffenu.
Na evangelijní straně je novorenesanční boční oltář svatého Kříže s dvoumetrovou plastikou ukřižovaného Krista a obraz Panny Marie Bolestné. Oltář byl vyroben za působení faráře Františka Svobody v letech 1863–1873, pravděpodobně po požáru v roce 1871. Oltář byl v roce 1909 obnoven farářem Janem Jandáskem. Na tumbě je položena mensa na ní nástavec v podobě edikuly s ukřižovaným Kristem. Obraz Panny Marie je umístěn mezi dvěma andílky, které zhotovil olomoucký sochař Rudolf Doležal.
Pod kruchtou je Lurdská jeskyň se sochou Panny Marie a svaté Bernadety.

### Milostný obraz Panny Marie Zašovské
Milostný obraz Panny Marie je tempera na dřevě z padesátých let 15. století v masivním rámu , který je pobitý zlaceným měděným plechem. Malba zachycuje Pannu Marii s Ježíškem, která stojí na zelené louce před hustým zeleným keřem. V horních rozích obrazu jsou vznášející se andělé v červeném a zeleném rouchu nesoucí pásky s nápisy. Madona stojí v kontrapostu, na pravé ruce drží Ježíška.
První písemné zmínky o obrazu jsou z roku 1672, kdy byl přemístěn na hlavní oltář dřevěného kostela svaté Anny. Další údaje jsou v souvislosti votivními dary s roku 1673 a 1690. První pokus o určení datace obrazu bylo v roce 1710 Janem Jiřím Středovským. Následně pozvaný malíř odhadl stáří obrazu na 300 let. V roce 1725 byl obraz přenesen do nového kostela Navštívení Panny Marie a o rok později (1726) byl vsazen do nového rámu, který daroval hrabě Antonín Rottal s manželkou. V 18. a 19. století byl obraz několikrát přemalován. Poslední přemalba byla v letech 1873–1875 po požáru v roce 1871. V roce 1883 byl obraz přemístěn na evangelijní stranu a na jeho místo byla vsazena kopie od brněnského malíře Josefa Šichana. V roce 1953 byla pořízena kopie obrazu Marií Bognerovou, která zachytila stav obrazu před restaurováním. V období 1955–1956 byl obraz restaurováván v ateliéru Akademie výtvarných umění v Praze. Při tomto zásahu byla odkryta a restaurována původní středověká malba. Obraz byl před restaurováním podroben průzkumu rentgenovými paprsky a ultrafialovým zářením. Restaurování provedl akademický malíř Jaroslav Alt. Obraz byl znovu osazen do hlavního oltáře 26. května 1957. Další restaurátorský zásah byl proveden v roce 2007. Na oltář byla umístěna kopie, kterou provedl MgA. Marek Nespěšný. Restaurování prováděla Mgr. Radana Hamsíková, která v období 2007–2008 provedla moderními technikami revizi restaurátorského zásahu z padesátých let. 
K obrazu se vztahuje legenda podle které je vysvětlena podoba obrazu a důvod uctívání. První písemný záznam pochází z roku 1725 zaznamenaný v rodinné kronice rektora zašovského kláštera Jana Bartoloměje Vranečky.
Legenda vypráví o křesťanském rytíři, který byl pronásledovaném Tatary a bloudil v hlubokých lesích. Po modlitbě k Panně Marii únavou usnul, ve snu se mu zjevila Matku Boží s děťátkem na ruce a spustila mu svou levou rukou šňůru, aby se jejího konce chytil a kráčel za ní. Po probuzení, zjistil, že je v neznámé krajině, na kraji lesa na dohled chalup. Rytíř z vděčnosti za záchranu učinil slib, že postaví kapličku a daruje do ní obraz Panny Marie té podoby, v jaké se mu zjevila ve snu. (upraveno a zkráceno).

### Ukřižovaný ze Zašové
Je to plastika z lipového dřeva o výšce 205 cm, rozpětí rukou 190 cm, hloubce 43 cm. Socha Krista je propracovaná i v zádových partiích. Kristus na kříži má vodorovně roztažené paže, takže celá proporce připomíná písmeno T. Propracování i v zádových partiích napovídá, že původně byla umístěna v prostoru.
Na dřevěnou sochu ukřižovaného Krista bylo upozorněno v roce 1999 profesorem Ivo Hlobilem, který poukázal na gotizující prvky. Do té doby se předpokládalo, že pochází z 19. nebo snad 18. století. V roce 2003 byla provedena sondáž do polychromie sochy restaurátorkou Mgr. Radanou Hamsíkovou. Podle nalezených pěti barevných vrstev poslední nejstarší poukazovala na období 16. století. V letech 2004–2007 byly jednotlivé přemalby mechanicky ručně skalpelem odstraněny a socha nabyla podoby z doby jejího vzniku. Srovnáváním obdobných plastik je považováno místo vzniku Sedmihradsko v Rumunsku.

## Zvony
První zvon je připomínán v dřevěném kostelu, pocházel z roku 1583. Do roku 1767 byl jen jeden zvon z roku 1722 v sanktusníku. V roce 1773 byly zakoupeny dva nové zvony sv. Jana z Mathy a sv. Felixe z Valois, které byly zavěšeny 2. března 1773. Při požáru v roce 1871 vyhořely věže a pět zvonů se roztavilo a zřítilo dolů. Zvonovina byla odeslána zvonaři Ignáci Helzerovi z Nového města ve Vídni k ulití čtyř nových zvonů. V roce 1892 byl pořízen zvon svatý Josef a zavěšen do sanktusníku.
Dne 4. května 1917 byly rekvírovány zvony Nejsvětější Svátost oltářní (524 kg), svatý Alois (30 kg) a cínové píšťaly varhan. V roce 1927 zakoupeny sv. Josef (490 kg) a po vysvěcení 4. září 1927 zavěšen. V roce 1942 rekvírovány sv. Josef (490 kg), Panna Marie (270 kg) a Cyril a Metoděj (160 kg) zůstal zvon v sanktusníku sv. Josef (40 kg).
Po válce byly v roce 1957 zakoupeny čtyři zvony Panna Marie,svatý Josef,svatý Alois a svatý Ludvík.  Zvony byly ulity v roce 1956 ve firmě Kovolit, Česká u Brna (dříve Rudolf Manoušek). Zavěšeny byly v roce 1957.
Na zvonech je označení místa Zašová L.P. 1956, jméno firmy Ulil Kovolit Česká u Brna, obraz světce a nápis (ladění):
- Panna Marie: Svatá Maria, chraň zašovskou farnost (gis),
- svatý Josef: Duším pokoj - svobodné vlasti mír (h),
- svatý Alois: Co válka vzala, štědrost farníků nahradila (cis),
- svatý Ludvík jen nápis : Bohu díky (e)